# Třebusice
Třebusice (Duits: Trebusitz of Trebuschitz) is een Tsjechische gemeente in de regio Midden-Bohemen en maakt deel uit van het district Kladno. Het dorp ligt op 9 km afstand van de stad Kladno.
Třebusice telt 486 inwoners (2023).

## Geografie
De gemeente Třebusice bestaat uit de volgende plaatsen:
- Třebusice;
- Holousy.

## Geschiedenis
De eerste schriftelijke vermelding van het dorp dateert van 1227 of 1228, toen de ontvangst van een som geld van het klooster op de Praagse burcht werd genoemd. Václav Hájek van Libočany vermeldde Třebusice echter al in 882, maar deze informatie wordt betwist.
Sinds 1960 is Třebusice een zelfstandige gemeente binnen het district Kladno.
Sinds 1 januari 2004 is Holousy onderdeel van de gemeente (daarvoor behoorde het dorp tot Brandýsek).

## Verkeer en vervoer

### Autowegen
Er leiden regionale wegen naar het dorp. 

### Spoorlijnen
Er is geen spoorlijn of station in het dorp. Het dichtstbijzijnde station is Brandýsek, op 3 km afstand. Dat station ligt aan spoorlijn 093 Kralupy nad Vltavou - Kladno.

### Buslijnen
Er zijn twee bushaltes in het dorp:
| Halte            | Lijn        | Route                                                         | Vervoerder                                    |
| ---------------- | ----------- | ------------------------------------------------------------- | --------------------------------------------- |
| Třebusice        | 456 620 623 | Libčice - Slaný Kralupy nad Vltavou - Kladno Kladno - Velvary | AUTODOPRAVA LAMER Valenta BUS ČSAD MHD Kladno |
| Třebusice, Křiž. | 456 620 623 | Libčice - Slaný Kralupy nad Vltavou - Kladno Kladno - Velvary | AUTODOPRAVA LAMER Valenta BUS ČSAD MHD Kladno |

## Bezienswaardigheden
- Kapel op het dorpsplein, met klokkentoren uit de 19e eeuw;
- Monumentale es in de tuin bij de beek aan de zuidkant van het dorp;
- Twee archeologische vindplaatsen:
  - een grote Germaanse begraafplaats uit de Romeinse periode (1e eeuw);
  - begraafplaats in het gebied van een voormalige zandgroeve op een heuvel langs de weg naar Brandýsek uit de 9e en 10e eeuw.

## Geboren
- Josef Švandrlík, een Tsjechisch schilder, bouwmeester en leraar[4][5]

## Galerĳ

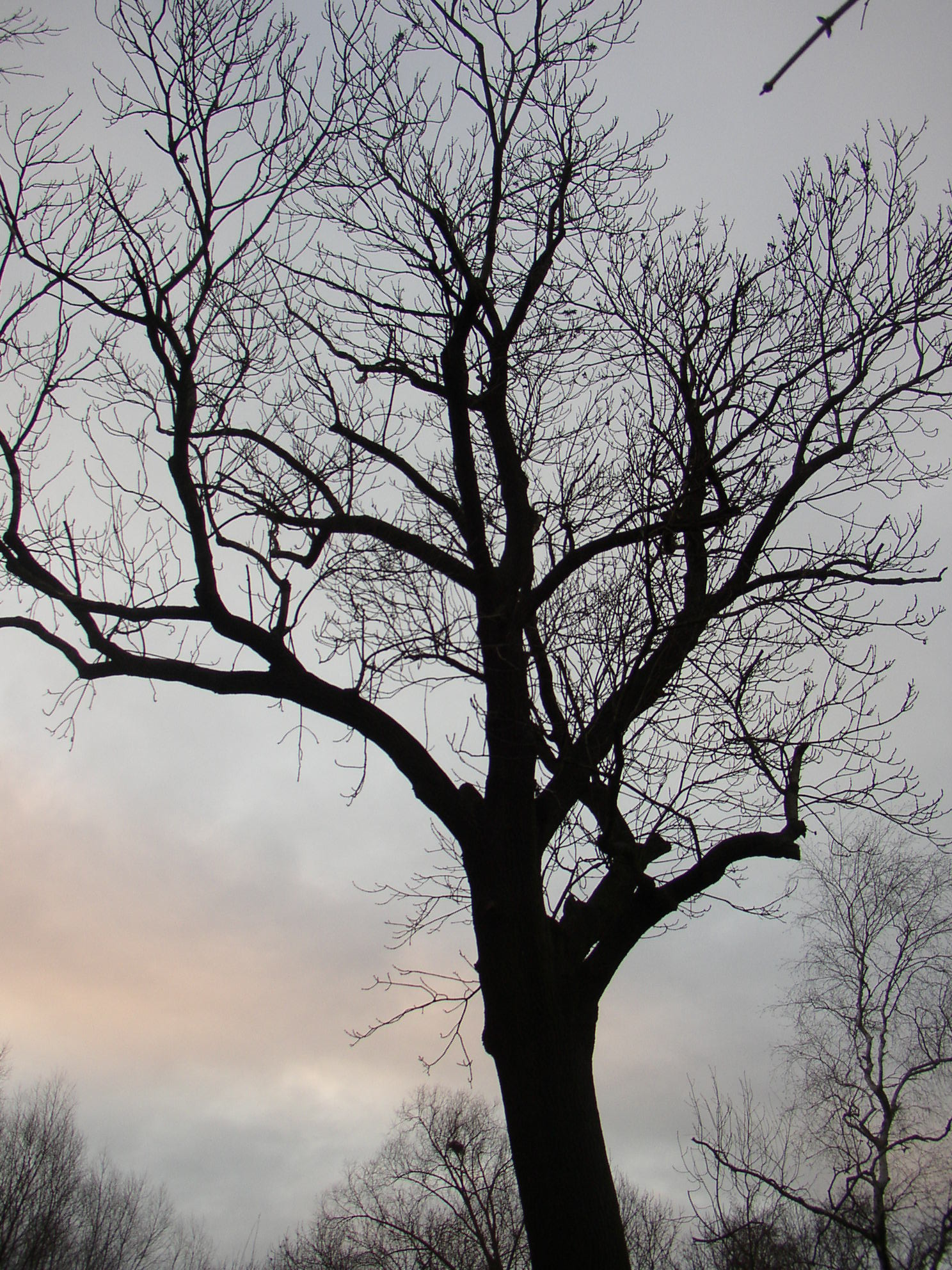
Monumentale es
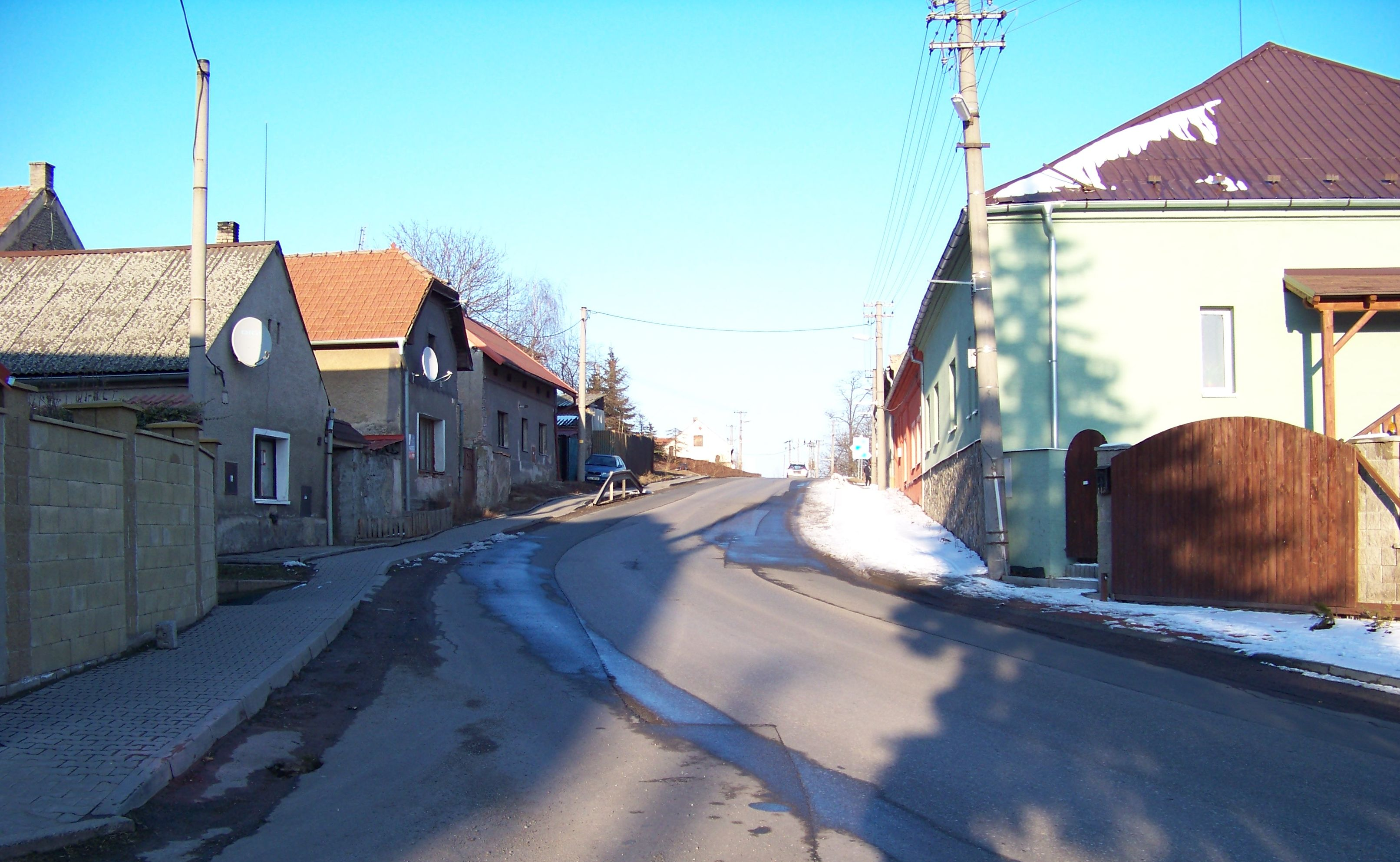
Straat in Třebusice (1)
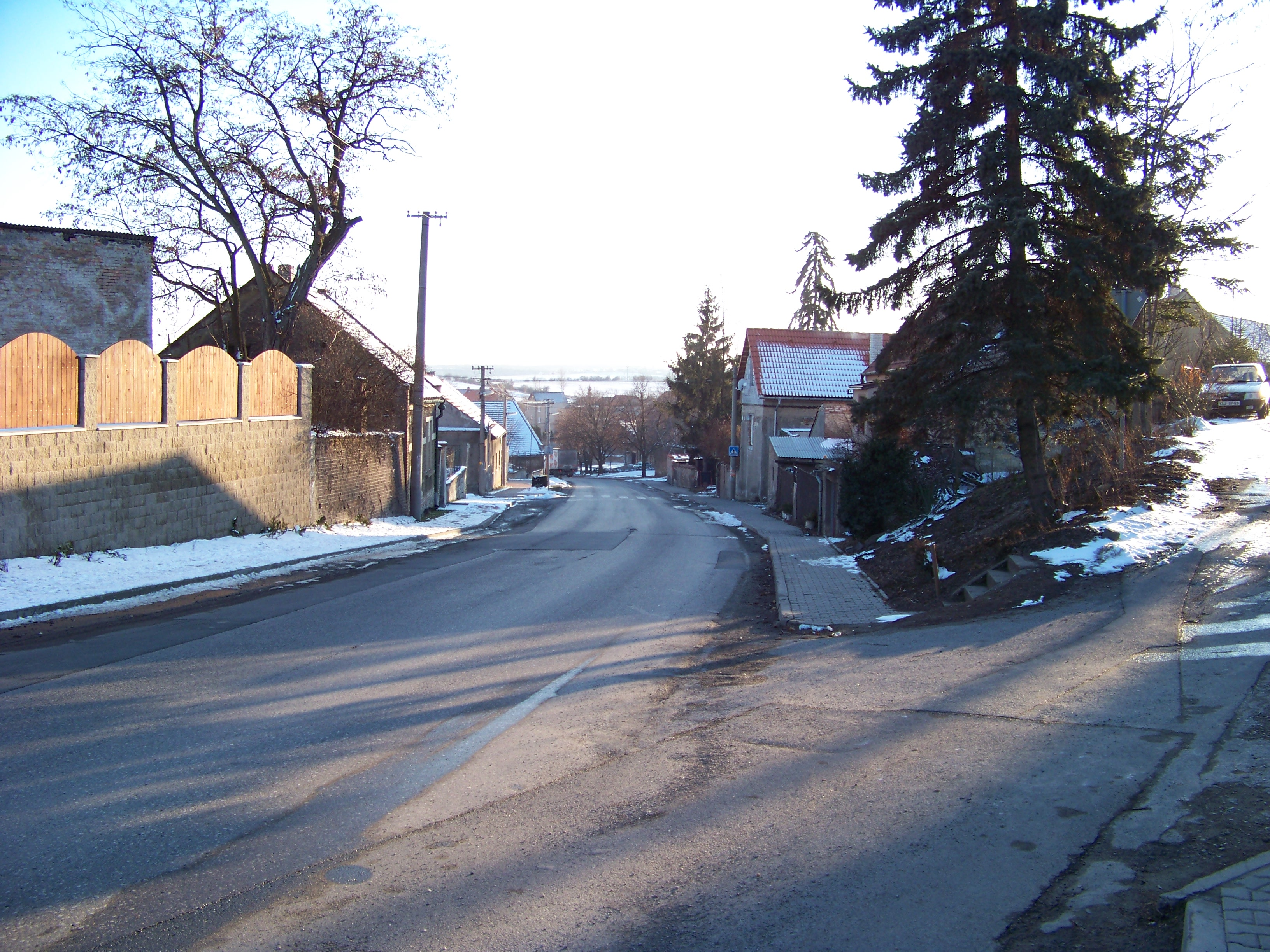
Straat in Třebusice (2)
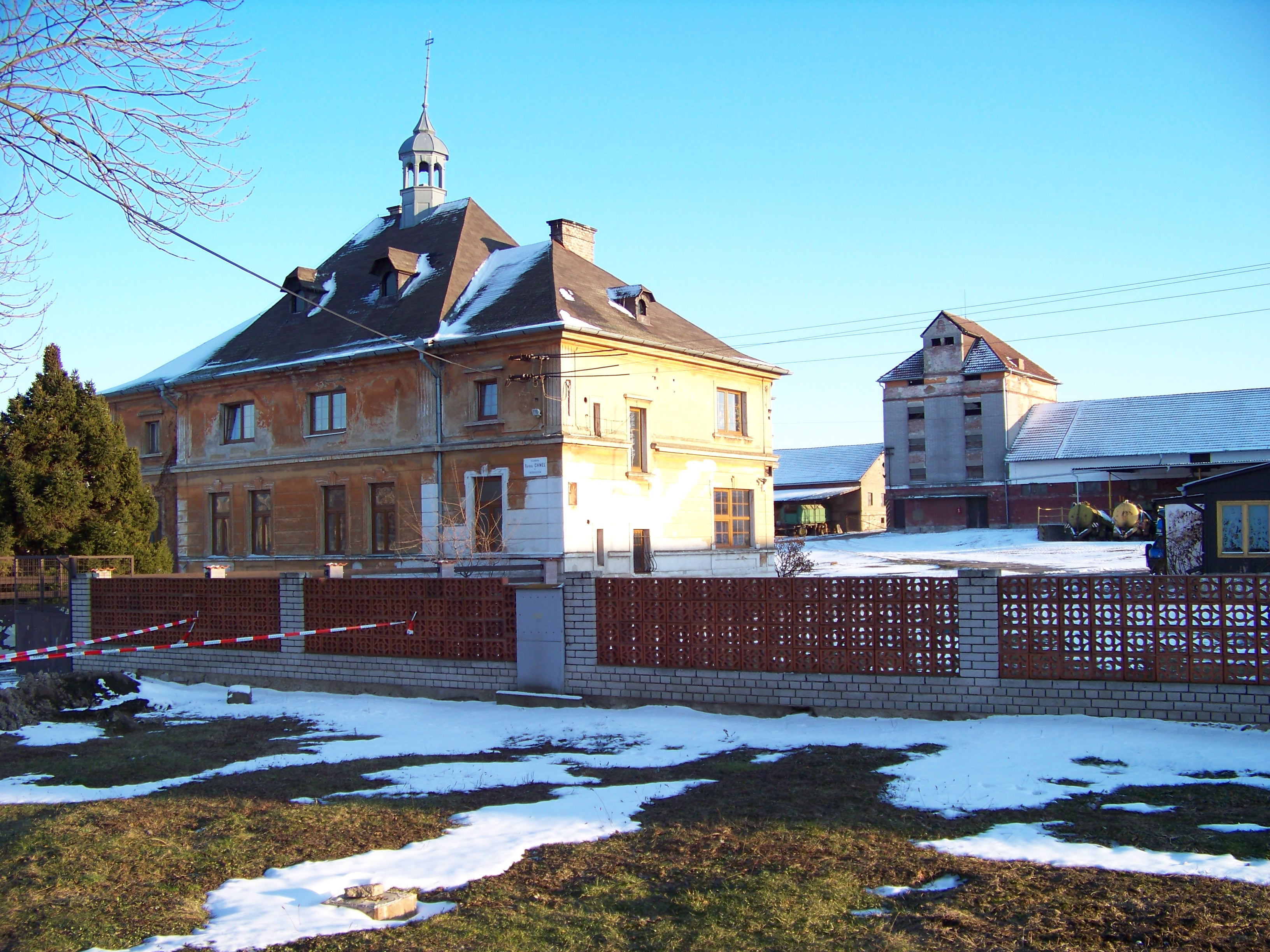
Firma Chmel
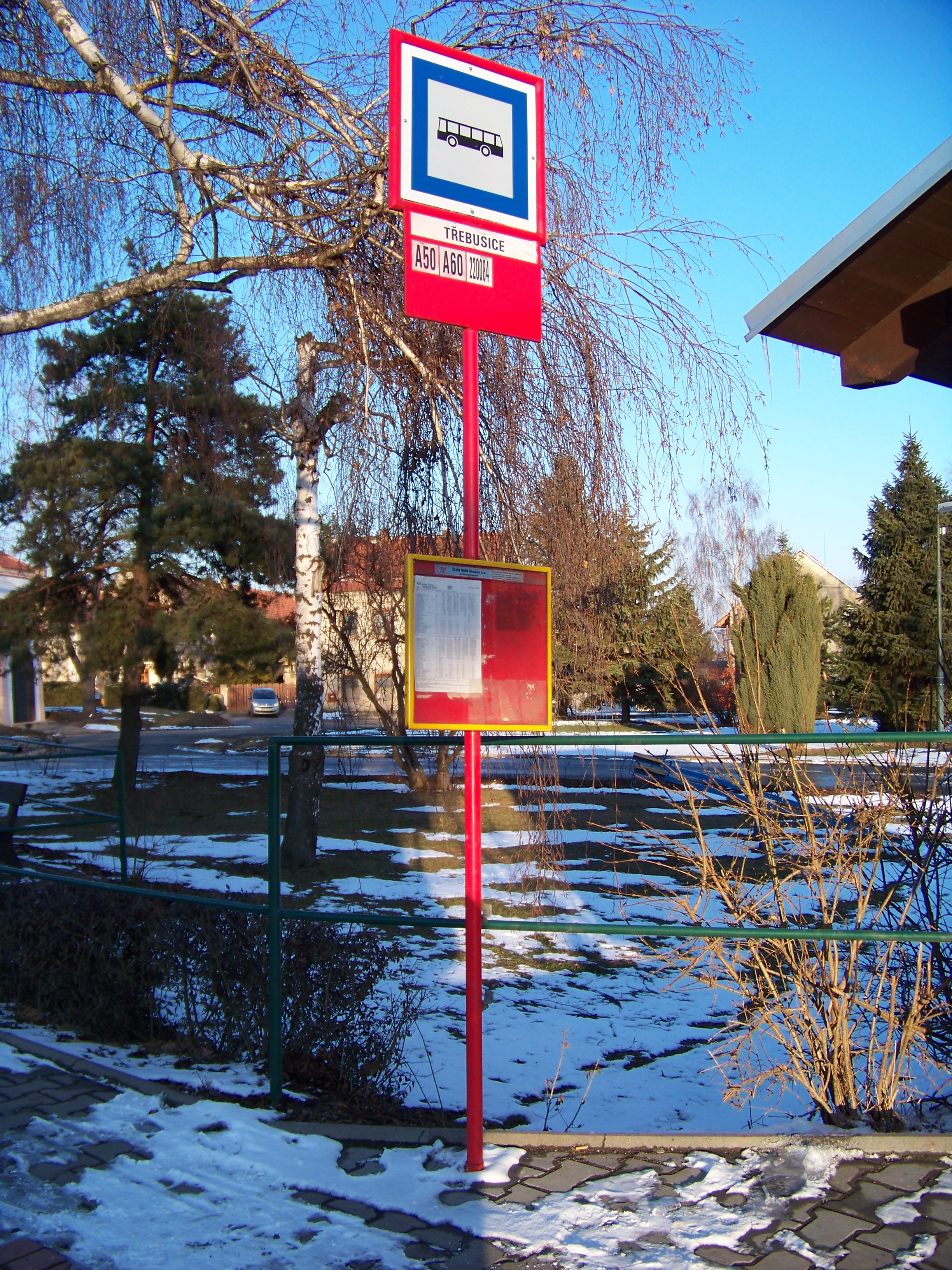
Bushalte in het dorp
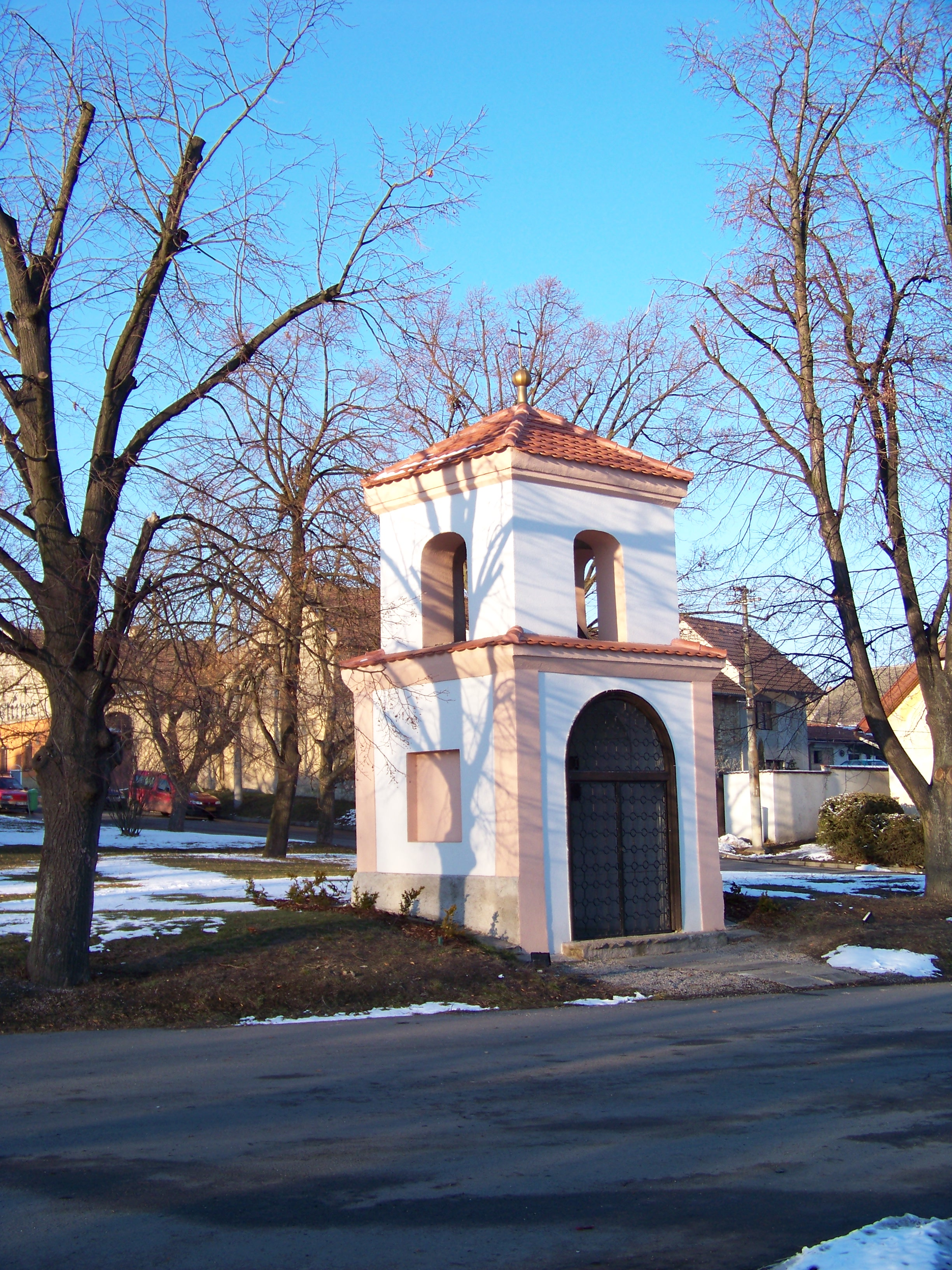
Dorpskapel
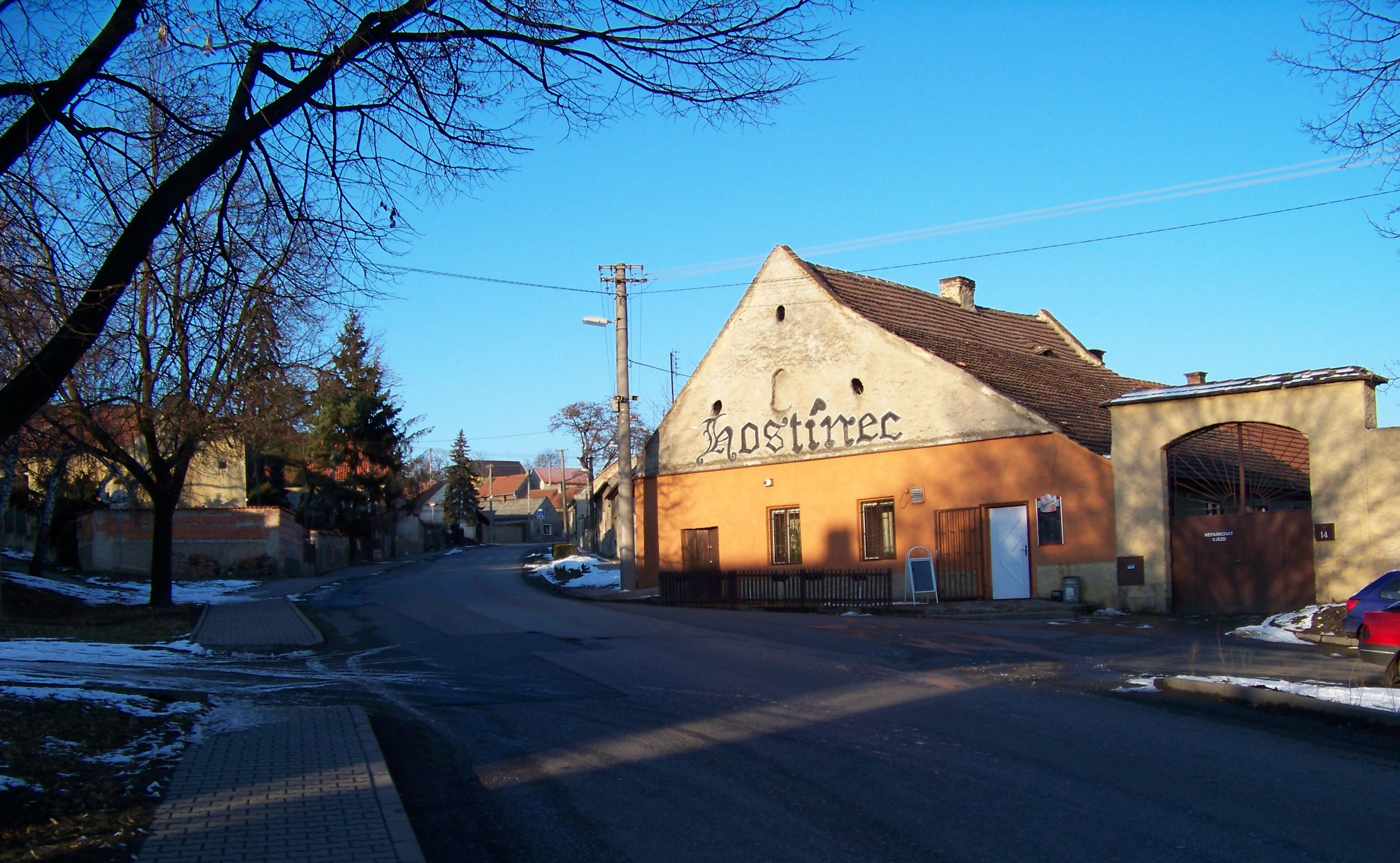
Herberg in het dorp